# Röhrlbach (Würm)
Der Röhrlbach ist ein Fließgewässer bei Starnberg in Oberbayern, das weniger als zwei Kilometer nordöstlich des Stadtzentrums von rechts in die Würm mündet.

## Verlauf
Der Röhrlbach speist sich aus zahlreichen Gräben rund um die Moorgebiete im Norden des Starnberger Sees. Er verläuft weitgehend westwärts und schwemmt in geringerem Umfang kleinere Schlammpartikel ein, bevor er im Leutstettener Moos von rechts in die Würm mündet. Entlang des Baches finden sich Pflanzen, die für Verlandung typisch sind, darunter die Sumpfdotterblume, Erlen-Bruchwald, Schilf, Rohrkolben, Seggenarten, Wald-Simse, sowie Birken.